# Bernard Grunberg
Pour les articles homonymes, voir Grunberg.
Bernard Grunberg (né en 1949) est un historien français spécialiste de la Nouvelle-Espagne. Ses recherches sont centrées sur la conquête de l'empire aztèque, les débuts de la colonisation et l’Inquisition apostolique mexicaine.
Il est professeur des Universités rattaché à l’URCA (Université de Reims Champagne-Ardenne) et à l'IRIEC (Institut de recherche et d'études culturelles de l'Université de Toulouse Le Mirail),.

## Biographie
Il a commencé comme professeur en collège et lycée de 1974 à 1994.
Après avoir été chargé de cours au département des Études Ibériques de l’Université de Strasbourg II, il est devenu Maître de conférences en Histoire Moderne à l’URCA (Université de Reims Champagne-Ardenne) en 1994. Il est désormais professeur d'histoire moderne à l'URCA depuis 1995 ; après avoir été responsable de la spécialité Master « Histoire des espaces maritimes » de 2004 à 2007 il a été responsable de la mention du Master « Histoire et Histoire de l’art » de 2008 à 2011.
En 2004, il a fondé le SHAC (Séminaire d’Histoire de l’Amérique Coloniale), qu'il dirige depuis, et au sein duquel il a également dirigé de 2008 à 2011 le programme ANR-CSA intitulé Édition d’un corpus complet de sources rares ou inédites sur les Petites Antilles (1493-1660).
En 2007, il est devenu titulaire de la chaire « Marcel Bataillon » à l’institut de recherches historiques de l'Université nationale autonome de Mexico,. Il a, depuis, été invité plusieurs fois par des universités mexicaines.

## Publications

### Ouvrages
- L'univers des conquistadores: Les hommes et leur conquête, dans le Mexique du XVIè siècle, 1993
- Histoire de la conquête du Mexique, 1995
- L'Inquisition apostolique au Mexique: Histoire d'une institution et de son impact dans une société coloniale (1521-1571), 1998
- Dictionnaire des conquistadores de Mexico, 2002  (ISBN 2-7475-1007-7).

### Direction d'ouvrages
- Histoire des métissages hors d'Europe: Nouveaux Mondes ? Nouveaux peuples ?, 1999 (avec Monique Lakroum)
- Cahiers d’Histoire de l’Amérique Coloniale, numéros 1 à 5 :
  - Écrits et peintures indigènes, 2006
  - Enjeux et difficultés d'un modèle européen dans les sociétés coloniales, 2007
  - Le contrôle de la vie religieuse en Amérique, 2008
  - Villes et sociétés urbaines en Amérique coloniale, 2010
  - Les Indiens des Petites Antilles: Des premiers peuplements aux débuts de la colonisation européenne, 2011[7]
  - Les esclavages en Amérique coloniale, 2013

### Éditions de sources
- Charles de Rochefort, Histoire naturelle et morale des îles Antilles de l’Amérique. Éd. critique de Bernard Grunberg, Benoît Roux et Josiane Grunberg. Paris : L’Harmattan, 2012, 2 tomes
- Pacifique de Provins et Maurile de Saint-Michel, Missionnaires capucins et carmes aux Antilles. Éd. critique de Bernard Grunberg, Benoît Roux et Josiane Grunberg. Paris  : L’Harmattan, 2013.